# Прасолов, Владимир Александрович
Владимир Александрович Прасолов (род. 4 сентября 1953, Таганрог, Ростовская область, СССР) — мэр Таганрога (2012—2016).

## Биография
Окончил в 1970 году таганрогскую среднюю школу № 7. В 1975 году окончил Таганрогский радиотехнический институт. С 1974 по 1979 год был секретарём ВЛКСМ факультета института, работал инструктором Таганрогского городского комитета ВЛКСМ, вторым секретарём Ленинского районного комитета ВЛКСМ.
Высшие курсы КГБ СССР окончил в 1980 году. В органах государственной безопасности служил с февраля 1979 по апрель 1997 года. Прошёл путь от лейтенанта до подполковника.
С 1997 по 2003 год работал в Федеральной службе налоговой полиции.
С 2003 года работал в администрации Таганрога: заместителем главы администрации по вопросам экономики, затем первым заместителем главы администрации города.
С 2007 по 2009 год работал в должности директора по социальным вопросам ОАО ТКЗ «Красный котельщик».
На момент выборов в мэры Таганрога трудился заместителем генерального директора ООО «Управляющая компания „Приазовье“». На пост мэра Таганрога выдвигался партией «Справедливая Россия». Был избран мэром 4 марта 2012 года. Инаугурация нового мэра состоялась 15 марта 2012 года в зале городского театра Таганрога.
26 марта 2015 года после выступления Владимира Прасолова перед Таганрогской городской думой с отчётом о работе администрации за 2014 год его работа была оценена депутатами как «неудовлетворительная». Основные претензии депутатов сводились к плохой, по их мнению, бюджетной, градостроительной и кадровой политике, проблемам с благоустройством, городским транспортом и ликвидацией последствий урагана в сентябре 2014 года. За неудовлетворительную оценку проголосовали все 19 присутствовавших на заседании депутатов городской думы.
В декабре 2015 года против Владимира было возбуждено уголовное дело по статье 285 «Злоупотребление должностными полномочиями»: по версии следствия мэр вступил в сговор с индивидуальным предпринимателем, выписав распоряжение о выделении средств для ликвидации последствий урагана, а затем оплатив не выполненные работы. 24 декабря отстранён с должности в связи со следствием по уголовному делу.
11 января 2016 года Владимир Прасолов направил на имя Президента РФ письмо, в котором утверждал, что возбуждённое в отношении него уголовное дело является заказным и просил Путина взять под личный контроль расследование уголовного дела. Прасолов в письме утверждал, что «причиной возбуждения дела стал завершающий этап давления на меня правительства Ростовской области и самого руководителя Ростовской области». Своё обращение мэр подкрепил собственной книгой «Ростовская область. Бои без правил».
29 января Ростовский областной суд отклонил апелляцию Прасолова на решение Октябрьского района г. Ростова-на-Дону о временном отстранении от должности. 1 февраля Городской Думой временно исполняющим обязанности главы администрации г. Таганрога утверждён Алексей Махов.
7 июля 2016 года решением Таганрогского городского суда Владимир Прасолов был приговорён к 1 году лишения свободы в исправительной колонии общего режима. Как пояснили в Генпрокуратуре, «...Прасолов, занимая указанную должность, незаконно издал и подписал распоряжение о выделении из резервного фонда администрации города бюджетных средств на общую сумму более 5 млн 600 тыс. рублей для оплаты своему знакомому выполненных работ по уборке и вывозу снега с улиц г. Таганрога в ходе ликвидации последствий чрезвычайной ситуации, возникшей зимой 2014 года. Результаты проведённой экспертизы показали, что фактически работы были выполнены лишь на 800 тыс. рублей».

## Семья
Женат, трое детей.